# Гран-при Венгрии 2020 года
Гран-при Венгрии 2020 года (венг. Formula 1 Aramco Magyar Nagydíj 2020) — третий этап чемпионата мира по автогонкам в классе «Формула-1», который прошёл 17-19 июля на трассе «Хунгароринг» в Модьороде, Венгрия. Это был третий этап сезона 2020, 36-й Гран-при Венгрии в истории и 35-й в рамках чемпионатов Формулы-1. Из-за пандемии COVID-19 прошёл в «закрытом режиме» (без зрителей).
Поул со временем 1:13,447 выиграл Льюис Хэмилтон на Mercedes.
Гонку также выиграл Хэмилтон, он же установил быстрейший круг гонки, сделав таким образом хет-трик. Вторым стал Макс Ферстаппен на Red Bull, третьим финишировал Валттери Боттас на Mercedes.

## Шины
Pirelli привезли следующие составы шин: в роли Hard, Medium и Soft используются составы С2, С3 и С4 соответственно.
| Маркировка шин                                    | Маркировка шин | Маркировка шин | Погодные условия | Использование | Тип           | Долговечность               | Сцепление с трассой         |
| Заводская                                         | На гонку       | Цветовая       | Погодные условия | Использование | Тип           | Долговечность               | Сцепление с трассой         |
| ------------------------------------------------- | -------------- | -------------- | ---------------- | ------------- | ------------- | --------------------------- | --------------------------- |
| Supersoft                                         | Soft (C4)      |                | Сухая трасса     | Обязательное  | Мягкий        | Малая                       | Высокое                     |
| Soft                                              | Medium (C3)    |                | Сухая трасса     | Обязательное  | Средний       | Средняя                     | Среднее                     |
| Medium                                            | Hard (C2)      |                | Сухая трасса     | Обязательное  | Жесткий       | Высокая                     | Малое                       |
| Intermediate                                      | Intermediate   |                | Влажная трасса   | По выбору     | Промежуточный | Зависит от погодных условий | Зависит от погодных условий |
| Wet                                               | Wet            |                | Мокрая трасса    | По выбору     | Дождевой      | Зависит от погодных условий | Зависит от погодных условий |
| В Pirelli объявили составы на первые восемь гонок |                |                |                  |               |               |                             |                             |

Все гонщики получили заранее установленный одинаковый набор: 2 комплекта Hard, 3 комплекта Medium и 8 комплектов Soft.

## Свободные заезды
В первой сессии в Alfa Romeo вместо Кими Райкконена выступал резервный гонщик команды Роберт Кубица. Пьер Гасли на протяжении всей тренировки не смог выехать на трассу из-за неисправности силовой установки. Лучшее время показал Льюис Хэмилтон на Mercedes, второе — его напарник Валттери Боттас, третьим стал Серхио Перес на Racing Point.
Перед второй сессией был сильный дождь. Первый гонщик выехал на трассу через 20 минут после начала тренировки, это был Серхио Перес. Большую часть тренировки гонщики работали на дождевых шинах, промежуточные стало возможно использовать только в последние 15 минут. Лучшее время на промежуточных шинах показал Себастьян Феттель на Ferrari, второе — Валттери Боттас на Mercedes, третьим стал Карлос Сайнс-мл. на McLaren.
В третьей практике на 24-й минуте Макс Ферстаппен допустил разворот, но после посещения боксов и смены резины вернулся на трассу. Даниил Квят провёл часть тренировки в боксах из-за неполадок с автомобилем. Лучшее время показал Валттери Боттас на Mercedes, второе — его напарник Льюис Хэмилтон, третьим стал Серхио Перес на Racing Point.
| Сессия | Лидер             | Конструктор | Ш | Время    | Погода                       | Воздух °C | Трасса °C |
| ------ | ----------------- | ----------- | - | -------- | ---------------------------- | --------- | --------- |
| 1      | Льюис Хэмилтон    | Mercedes    | P | 1:16,003 | Облачно. Подсыхающая трасса. | +18…19    | +25…26    |
| 2      | Себастьян Феттель | Ferrari     | P | 1:40,464 | Пасмурно. Дождь.             | +15…16    | +19       |
| 3      | Валттери Боттас   | Mercedes    | P | 1:15,437 | Облачно. Сухо.               | +17…18    | +23…28    |

## Квалификация
Погода:  Облачно. Сухо. Воздух +19…18 °С, трасса +28…25 °C
В первой части гонщики сразу выехали на трассу, так как согласно прогнозу мог пойти дождь. Все использовали состав резины Soft. Протокол возглавили Перес, Стролл и Хэмилтон. Оба гонщика Williams прошли во второй сегмент квалификации, причём результат Расселла попал в топ-10. Оказались последними и не смогли пройти в следующий сегмент Магнуссен, Квят, Грожан, Джовинацци и Райкконен.
Во второй части во время первой попытки на Soft выехали все, кроме Стролла, Переса, Окона, Риккардо, Хэмилтона и Боттаса — они использовали Medium. Хэмилтон установил новый рекорд трассы (1:14,261). Во второй попытке на Soft выехали все, кроме Стролла и Переса. Гасли вернулся в боксы из-за неполадок с силовой установкой. Лучший результат показал Хэмилтон, второй — Боттас, третий — Ферстаппен. Оказались последними и не смогли пройти в финальный сегмент Риккардо, Расселл, Албон, Окон и Латифи.
В третьей части Soft сразу использовали все гонщики. Хэмилтон в первой попытке обновил рекорд трассы (1:13,613), время Боттаса было вторым. Перед второй попыткой начался несильный дождь, не успевший сильно намочить трассу. Хэмилтон ещё раз обновил рекорд трассы (1:13,447), выиграв квалификацию, вторым стал Боттас, третьим — Стролл. Автомобиль Гасли не удалось восстановить и он не принимал участия в сессии.
| Место                                           | №  | Гонщик             | Конструктор           | Часть 1  | Часть 2  | Часть 3  | Старт |
| ----------------------------------------------- | -- | ------------------ | --------------------- | -------- | -------- | -------- | ----- |
| 1                                               | 44 | Льюис Хэмилтон     | Mercedes              | 1:14,907 | 1:14,261 | 1:13,447 | 1     |
| 2                                               | 77 | Валттери Боттас    | Mercedes              | 1:15,474 | 1:14,530 | 1:13,554 | 2     |
| 3                                               | 18 | Лэнс Стролл        | Racing Point-Mercedes | 1:14,895 | 1:15,176 | 1:14,377 | 3     |
| 4                                               | 11 | Серхио Перес       | Racing Point-Mercedes | 1:14,681 | 1:15,394 | 1:14,545 | 4     |
| 5                                               | 5  | Себастьян Феттель  | Ferrari               | 1:15,455 | 1:15,131 | 1:14,774 | 5     |
| 6                                               | 16 | Шарль Леклер       | Ferrari               | 1:15,793 | 1:15,006 | 1:14,817 | 6     |
| 7                                               | 33 | Макс Ферстаппен    | Red Bull-Honda        | 1:15,495 | 1:14,976 | 1:14,849 | 7     |
| 8                                               | 4  | Ландо Норрис       | McLaren-Renault       | 1:15,444 | 1:15,085 | 1:14,966 | 8     |
| 9                                               | 55 | Карлос Сайнс (мл.) | McLaren-Renault       | 1:15,281 | 1:15,267 | 1:15,027 | 9     |
| 10                                              | 10 | Пьер Гасли         | AlphaTauri-Honda      | 1:15,767 | 1:15,508 | —        | 10    |
|                                                 |    |                    |                       |          |          |          |       |
| 11                                              | 3  | Даниэль Риккардо   | Renault               | 1:15,848 | 1:15,661 |          | 11    |
| 12                                              | 63 | Джордж Расселл     | Williams-Mercedes     | 1:15,585 | 1:15,698 |          | 12    |
| 13                                              | 23 | Александр Албон    | Red Bull-Honda        | 1:15,722 | 1:15,715 |          | 13    |
| 14                                              | 31 | Эстебан Окон       | Renault               | 1:15,719 | 1:15,742 |          | 14    |
| 15                                              | 6  | Николас Латифи     | Williams-Mercedes     | 1:16,105 | 1:16,544 |          | 15    |
|                                                 |    |                    |                       |          |          |          |       |
| 16                                              | 20 | Кевин Магнуссен    | Haas-Ferrari          | 1:16,152 |          |          | 16    |
| 17                                              | 26 | Даниил Квят        | AlphaTauri-Honda      | 1:16,204 |          |          | 17    |
| 18                                              | 8  | Ромен Грожан       | Haas-Ferrari          | 1:16,407 |          |          | 18    |
| 19                                              | 99 | Антонио Джовинацци | Alfa Romeo-Ferrari    | 1:16,506 |          |          | 19    |
| 20                                              | 7  | Кими Райкконен     | Alfa Romeo-Ferrari    | 1:16,614 |          |          | 20    |
| 107 % от времени лидера первой сессии: 1:19,908 |    |                    |                       |          |          |          |       |
| Источник:                                       |    |                    |                       |          |          |          |       |

Стартовое поле

## Гонка
Источники:
Погода:  Облачно. Подсыхающая трасса. Воздух +20 °C, трасса +26 °C
Так как за несколько часов до старта прошёл дождь и трасса оставалась влажной, ФИА объявила гонку дождевой и выбор шин для старта был свободным. Ферстаппен во время установочного круга вылетел с трассы и повредил о барьер подвеску левого переднего колеса и переднее антикрыло. Механики Red Bull сумели устранить повреждения до сигнала готовности к старту.

#### Начальные круги
Во время прогревочного круга у всех, кроме Магнуссена, выбравшего дождевые шины, стояла промежуточная резина. В конце круга обе машины Haas (и Магнуссен, и Грожан) заехали на пит-лейн, установили Medium и стартовали с пит-лейн. Так как помощь команды гонщикам во время прогревочного круга не допускается, за этот эпизод оба гонщика после гонки были наказаны 10-секундными штрафами. После старта Хэмилтон остался на первом месте. Машина Боттаса дёрнулась до того, как погасли огни стартового светофора, однако за пределы стартовой ячейки не выехала, поэтому фальстарт зафиксирован не был. Из-за этого Боттасу не удалось сразу разогнаться и он потерял ряд позиций. Ферстаппен вышел на третье место. Перес также потерял несколько позиций.
Топ-10 после 1-го круга: Хэмилтон, Стролл, Ферстаппен, Феттель, Леклер, Боттас, Перес, Сайнс, Риккардо, Латифи.
На 2-м круге Квят совершил пит-стоп и установил шины Soft. На 3-м круге сменили резину Леклер (на Soft) и Боттас (на Medium). На 4-м круге пит-стоп для смены шин совершили Хэмилтон, Стролл, Феттель, Перес, Сайнс, Албон, Латифи, Гасли и Райкконен. Все, кроме Латифи и Гасли, установивших Soft, получили Medium. Машина Латифи была небезопасно выпущена и на пит-лейн получила прокол при контакте с автомобилем Сайнса. На следующем круге Латифи снова заехал в боксы для смены резины, получив на своём втором пит-стопе состав Medium. На 5-м круге шины сменили Ферстаппен, Риккардо, Окон, Расселл, Норрис и Джовинацци. Soft получили только Расселл и Джовинацци, все остальные — Medium. Все гонщики с этого момента вели гонку на шинах для сухой погоды. Переход на них ещё до старта позволил гонщикам Haas на этом этапе гонки войти в топ-5.
Топ-10 после 4-го круга: Хэмилтон, Ферстаппен, Магнуссен, Грожан, Стролл, Леклер, Боттас, Феттель, Албон, Перес.
На 10-м круге Боттас обогнал Леклера и стал шестым. Феттель ошибся в 12-м повороте и пропустил Албона, который стал восьмым. На 12-м круге Боттас опередил Грожана. На 14-м круге Райкконен обогнал Гасли. На 16-м круге Стролл обошёл Магнуссена и вышел на третье место. Машина Гасли, на которую перед гонкой была поставлена новая силовая установка, стала дымиться, он заехал в боксы и прекратил борьбу. На 17-м круге Боттас обогнал Магнуссена, став четвёртым. На 18-м круге Албон обошёл Леклера и стал седьмым. На 19-м круге Леклера опередил и Феттель, выйдя на восьмое место. На 19-м круге Квят совершил второй пит-стоп, сменив шины Soft на Hard. На 21-м круге Расселл на втором пит-стопе сменил Soft на Medium. На 22-м круге Джовинацци получил на втором пит-стопе Medium вместо Soft. Леклер также провёл второй пит-стоп, сменив Soft на Hard.
Топ-10 после 24-го круга: Хэмилтон, Ферстаппен, Стролл, Боттас, Магнуссен, Грожан, Албон, Феттель, Перес, Риккардо.

#### Середина гонки
На 30-м круге Албон обогнал Грожана, выйдя на шестое место. Феттель совершил второй пит-стоп, сменив Medium на Hard. На 31-м круге Перес обошёл Грожана и стал седьмым. На 33-м круге Леклер опередил Норриса в борьбе за четырнадцатое место. Окон побывал на втором пит-стопе, получив Hard вместо Medium. На 34-м круге Риккардо обошёл Грожана, став восьмым. Боттас провёл второй пит-стоп, сменив изношенный комплект шин Medium на более новый. На 35-м круге Райкконен получил на втором пит-стопе Hard вместо Medium и отстоял штраф, а Латифи провёл уже третий пит-стоп, получив более свежий комплект Medium вместо изношенного. Сайнс обошёл Грожана и стал десятым. На 35-м круге Албон провёл второй пит-стоп со сменой Medium на Hard, Грожан совершил свой первый пит-стоп после старта гонки и тоже получил Hard вместо Medium. На 36-м круге Стролл сменил изношенный комплект шин Medium на более новый на своём втором пит-стопе. Магнуссен провёл первый пит-стоп после старта и сменил Medium на Hard. Перес во второй раз сменил шины, получив Hard вместо Medium. На 37-м круге Ферстаппен и Норрис совершили свои вторые пит-стопы и сменили Medium на Hard. На 37-м круге шины во время своего второго пит-стопа сменил Хэмилтон, получив более свежий комплект Medium вместо изношенного. После выезда из боксов он остался на первом месте. На 38-м круге Албон обогнал Магнуссена и стал восьмым. На 40-м круге Магнуссена обошёл и Перес, выйдя на девятое место.
Топ-10 после 40-го круга: Хэмилтон, Ферстаппен, Боттас, Стролл, Риккардо, Сайнс, Феттель, Албон, Перес, Магнуссен.
На 42-м круге Сайнс совершил второй пит-стоп и сменил Medium на Hard. Джовинацци перешёл с Medium на Hard во время своего третьего пит-стопа. На 43-м круге Латифи в 5-м повороте допустил вылет с трассы, но продолжил гонку. На 44-м круге Риккардо сменил изношенный комплект шин Medium на более новый на своём втором пит-стопе, а на 46-м круге опередил Магнуссена и вышел на восьмое место.

#### Заключительные круги
На 48-м круге Окон обогнал Грожана и вышел на тринадцатое место, на 49-м круге Грожан уступил Норрису и четырнадцатую позицию. Боттас был менее чем в секунде позади Ферстаппена и мог активировать DRS, но 50-м круге провёл третий пит-стоп, чтобы получить свежие шины Hard вместо изношенных Medium. После пит-стопа он сохранил третье место. На 52-м круге Расселл провёл третий пит-стоп, получив более свежий комплект Medium вместо изношенного. На 53-м круге Стролл совершил третий пит-стоп и сменил Medium на Hard.
Топ-10 после 59-го круга: Хэмилтон, Ферстаппен, Боттас, Стролл, Феттель, Албон, Перес, Риккардо, Магнуссен, Леклер.
На 60-м круге Сайнс опередил Леклера и стал десятым. На 66-м круге Хэмилтон провёл третий пит-стоп, где получил Soft вместо Medium, вернулся на трассу лидером. На этом комплекте шин он установил быстрейший круг гонки, который стал рекордом трассы. На 67-м круге Албон обогнал Феттеля и стал пятым. На 70-м и последнем круге Боттас попытался обогнать Ферстаппена, но сделать это не удалось, преимущество Ферстаппена на финише составило 0,75 секунды.
Топ-10 на финише: Хэмилтон, Ферстаппен, Боттас, Стролл, Албон, Феттель, Перес, Риккардо, Магнуссен, Сайнс.
После гонки Магнуссен из-за штрафа, назначенного за помощь команды на прогревочном круге, потерял девятое место и стал десятым, пропустив Сайнса. Грожан, получив такой же штраф, опустился с пятнадцатого места на шестнадцатое, пропустив Райкконена.
Топ-10 в итоговом протоколе с учётом штрафов: Хэмилтон, Ферстаппен, Боттас, Стролл, Албон, Феттель, Перес, Риккардо, Сайнс, Магнуссен.
| Место                                                                      | С  | +/- | №  | Гонщик             | Конструктор           | Ш | Круги | Время/причина схода | Скорость | Пит | Типы шин | О    |
| -------------------------------------------------------------------------- | -- | --- | -- | ------------------ | --------------------- | - | ----- | ------------------- | -------- | --- | -------- | ---- |
| 1                                                                          | 1  | ▬   | 44 | Льюис Хэмилтон     | Mercedes              | P | 70    | 1:36:12,473         | 191,229  | 3   | IMS      | 25+1 |
| 2                                                                          | 7  | ▲5  | 33 | Макс Ферстаппен    | Red Bull-Honda        | P | 70    | +8,702              | 190,941  | 2   | IMH      | 18   |
| 3                                                                          | 2  | ▼1  | 77 | Валттери Боттас    | Mercedes              | P | 70    | +9,452              | 190,917  | 3   | IMH      | 15   |
| 4                                                                          | 3  | ▼1  | 18 | Лэнс Стролл        | Racing Point-Mercedes | P | 70    | +57,579             | 189,341  | 3   | IMH      | 12   |
| 5                                                                          | 13 | ▲8  | 23 | Александр Албон    | Red Bull-Honda        | P | 70    | +1:18,316           | 188,669  | 2   | IMH      | 10   |
| 6                                                                          | 5  | ▼1  | 5  | Себастьян Феттель  | Ferrari               | P | 69    | +1 круг             | 188,318  | 2   | IMH      | 8    |
| 7                                                                          | 4  | ▼3  | 11 | Серхио Перес       | Racing Point-Mercedes | P | 69    | +1 круг             | 188,281  | 2   | IMH      | 6    |
| 8                                                                          | 11 | ▲3  | 3  | Даниэль Риккардо   | Renault               | P | 69    | +1 круг             | 188,250  | 2   | IM       | 4    |
| 9                                                                          | 9  | ▬   | 55 | Карлос Сайнс (мл.) | McLaren-Renault       | P | 69    | +1 круг             | 187,781  | 2   | IMH      | 2    |
| 10                                                                         | ПЛ | ▲10 | 20 | Кевин Магнуссен    | Haas-Ferrari          | P | 69    | +1 круг             | 187,525  | 1   | MH       | 1    |
| 11                                                                         | 6  | ▼5  | 16 | Шарль Леклер       | Ferrari               | P | 69    | +1 круг             | 187,184  | 2   | ISH      |      |
| 12                                                                         | 17 | ▲5  | 26 | Даниил Квят        | AlphaTauri-Honda      | P | 69    | +1 круг             | 187,028  | 2   | ISH      |      |
| 13                                                                         | 8  | ▼5  | 4  | Ландо Норрис       | McLaren-Renault       | P | 69    | +1 круг             | 187,004  | 2   | IMH      |      |
| 14                                                                         | 14 | ▬   | 31 | Эстебан Окон       | Renault               | P | 69    | +1 круг             | 186,976  | 2   | IMH      |      |
| 15                                                                         | 20 | ▲5  | 7  | Кими Райкконен     | Alfa Romeo-Ferrari    | P | 69    | +1 круг             | 186,763  | 2   | IMH      |      |
| 16                                                                         | ПЛ | ▲4  | 8  | Ромен Грожан       | Haas-Ferrari          | P | 69    | +1 круг             | 186,480  | 1   | MH       |      |
| 17                                                                         | 19 | ▲2  | 99 | Антонио Джовинацци | Alfa Romeo-Ferrari    | P | 69    | +1 круг             | 186,104  | 3   | ISMH     |      |
| 18                                                                         | 12 | ▼6  | 63 | Джордж Расселл     | Williams-Mercedes     | P | 69    | +1 круг             | 186,067  | 3   | ISM      |      |
| 19                                                                         | 15 | ▼4  | 6  | Николас Латифи     | Williams-Mercedes     | P | 65    | +5 кругов           | 176,036  | 5   | ISMSH    |      |
| Сход                                                                       | 10 | ▼10 | 10 | Пьер Гасли         | AlphaTauri-Honda      | P | 15    | Силовая установка   | —        | 1   | IS       |      |
| Быстрый круг: Льюис Хэмилтон ( Mercedes) — 1:16,627, поставлен на 70 круге |    |     |    |                    |                       |   |       |                     |          |     |          |      |
| Источники:                                                                 |    |     |    |                    |                       |   |       |                     |          |     |          |      |

### Комментарии
1. ↑  Кевин Магнуссен финишировал девятым, однако из-за 10-секундного штрафа, начисленного за инструкции от команды по ходу прогревочного круга, был классифицирован десятым
2. ↑  Кими Райкконен получил 5-секундный штраф за некорректно занятую на стартовом поле позицию, который отбыл на пит-стопе
3. ↑  Ромен Грожан финишировал 15-м, однако из-за 10-секундного штрафа, начисленного за инструкции от команды по ходу прогревочного круга, был классифицирован 16-м

| Гонщик          | Конструктор    | Круги     | Всего |
| --------------- | -------------- | --------- | ----- |
| Льюис Хэмилтон  | Mercedes       | 1-3, 5-70 | 69    |
| Макс Ферстаппен | Red Bull-Honda | 4         | 1     |
| Источник:       |                |           |       |

## Положение в чемпионате после Гран-при
| Место                                | +/-  | Гонщик             | Очки |
| ------------------------------------ | ---- | ------------------ | ---- |
| 1                                    | ▲ +1 | Льюис Хэмилтон     | 63   |
| 2                                    | ▼ −1 | Валттери Боттас    | 58   |
| 3                                    | ▲ +3 | Макс Ферстаппен    | 33   |
| 4                                    | ▼ −1 | Ландо Норрис       | 26   |
| 5                                    | ▲ +3 | Александр Албон    | 22   |
| 6                                    | ▼ −1 | Серхио Перес       | 22   |
| 7                                    | ▼ −3 | Шарль Леклер       | 18   |
| 8                                    | ▲ +2 | Лэнс Стролл        | 18   |
| 9                                    | ▼ −2 | Карлос Сайнс (мл.) | 15   |
| 10                                   | ▲ +5 | Себастьян Феттель  | 9    |
| 11                                   | ▲ +1 | Даниэль Риккардо   | 8    |
| 12                                   | ▼ −3 | Пьер Гасли         | 6    |
| 13                                   | ▼ −2 | Эстебан Окон       | 4    |
| 14                                   | ▼ −1 | Антонио Джовинацци | 2    |
| 15                                   | ▼ −1 | Даниил Квят        | 1    |
| 16                                   | ▲ +2 | Кевин Магнуссен    | 1    |
| 17                                   | ▬    | Кими Райкконен     | 0    |
| 18                                   | ▼ −2 | Николас Латифи     | 0    |
| 19                                   | ▬    | Ромен Грожан       | 0    |
| 20                                   | ▬    | Джордж Расселл     | 0    |
| Источник: официальный сайт ФИА (PDF) |      |                    |      |

| Место                                | +/-  | Конструктор           | Очки |
| ------------------------------------ | ---- | --------------------- | ---- |
| 1                                    | ▬    | Mercedes              | 121  |
| 2                                    | ▲ +1 | Red Bull-Honda        | 55   |
| 3                                    | ▼ −1 | McLaren-Renault       | 41   |
| 4                                    | ▬    | Racing Point-Mercedes | 40   |
| 5                                    | ▬    | Ferrari               | 27   |
| 6                                    | ▬    | Renault               | 12   |
| 7                                    | ▬    | AlphaTauri-Honda      | 7    |
| 8                                    | ▬    | Alfa Romeo-Ferrari    | 2    |
| 9                                    | ▲ +1 | Haas-Ferrari          | 1    |
| 10                                   | ▼ −1 | Williams-Mercedes     | 0    |
| Источник: официальный сайт ФИА (PDF) |      |                       |      |